# Лызин, Василий Петрович
Васи́лий Петро́вич Лызин (14 января 1914 — 2 ноября 1998) — участник Великой Отечественной войны, Герой Советского Союза, гвардии полковник в отставке. Член КПСС (1939).

## Биография
Родился 14 января 1914 года в деревне Шелковниково (ныне Болотнинского района Новосибирской области) в крестьянской семье.

## Подвиг
За умелое командование батальоном, отвагу и самоотверженность, проявленные в Восточно-Померанской операции и битве за Одер указом Президиума Верховного Совета СССР от 31 мая 1945 года Лызину присвоено звание Героя Советского Союза.

## После войны
В 1961 году демобилизовался, приехал в Иркутск, работал председателем Кировского районного Комитета ДОСААФ, техником-технологом в Иркутском геологическом управлении, старшим инженером в управлении материально-технического снабжения.
Скончался 2 ноября 1998 года в Иркутске. Похоронен в Иркутске на Радищевском кладбище.

## Награды и звания
- Медаль «Золотая Звезда» (31.05.1945)[2]
- Орден Ленина (31.05.1945)[2]
- Орден Красного Знамени (18.02.1945)[2]
- Орден Отечественной войны I степени
- Орден Красной Звезды (21.08.1953)[2]
- Медаль За отвагу [3]
- Медаль За боевые заслуги (06.11.1947)[2]
- Медаль За оборону Москвы (01.05.1944)[2]
- Медаль За освобождение Варшавы (09.06.1945)[2]
- Медаль За взятие Берлина (09.06.1945)[2]
- Медаль За победу над Германией в Великой Отечественной войне 1941—1945 гг. (09.05.1945)[2]
- Орден Красного Знамени (Монголия)
- Орден Полярной звезды

## Память
- В Иркутске именем Лызина названа улица[4].
- В Иркутске на доме, где жил Василий Лызин, установлена мемориальная доска[5].